# 魔鬼剋星2
《捉鬼敢死队2》（英語：Ghostbusters II）是伊万·雷特曼执导、丹·艾克洛德与哈罗德·雷米斯编剧的1989年美国超自然喜剧片，主要演员包括比爾·莫瑞、丹·艾克洛德、雪歌妮·薇佛、哈罗德·雷米斯、里克·莫拉尼斯、厄尼·哈德森和安妮·波茨，是1984年电影《捉鬼敢死队》的续集，《捉鬼敢死队》系列电影第二弹。电影剧情发生在前作五年后，捉鬼大队与半神戈泽的大战引起重大破坏，捉鬼大队遭起诉后关门大吉。但新的超自然威胁出现后，他们又重新携手保护世界。
《捉鬼敢死队》大获成功，哥倫比亞影業想拍续集但一直遇到剧组成员及演员反对。像前作一样，艾克洛德与雷米斯合作编剧，剧本经过许多变化。两人的设想是人类消极情绪在大城市引发严重后果，在纽约市地下形成能为邪灵提供能量的超自然粘液。电影摄制预算为三到四千万美元，1988年11月至次年三月在纽约和洛杉矶取景。与前作13个月的制作周期相比，本片颇为仓促，许多内容因试映反响不佳删除，此后又创作新情节并在1989年三到四月补拍，完成时距电影上映只剩两个月。
《捉鬼敢死队2》1989年6月16日上映后评价不佳，影评人认为电影对前作模仿太多，原本愤世嫉俗的黑色幽默大幅减弱，变成更加俗套的合家欢电影。《捉鬼敢死队》刷新美国喜剧片票房纪录，制片商期望续集能主宰1989年院线，但电影实际票房总额2.154亿美元，没有达到原作2.822亿高位，在1989年电影中排第八。哥伦比亚影业认为如此成绩既不叫好也不叫座，莫瑞最后决定不参演下一部续集。片中采用的鮑比·布朗歌曲《我们自力更生》颇为成功，登上美国音乐排行榜并保持20周之久。
本片未能重现前作的文化影响和追捧，虽然多年后获得些许好评，但业界普遍认为《捉鬼敢死队2》作为续集表现不佳，导致《捉鬼敢死队》系列沉寂数十年。影片催生包括电子游戏、图版游戏、漫画、音乐、玩具和鬼屋景点等各种商品。2016年的重启电影票房不佳且颇具争议，新续集《魔鬼剋星 未來世》的方案反复调整，在2021年上映。

## 剧情
捉鬼大队与半神戈泽（Gozer）的大战虽救纽约于水火，但引起的严重破坏导致他们被告上法庭。法庭禁止他们再调查超自然现象，捉鬼大队关门大吉。雷·史坦茲此后经营神秘学著作书店，还和溫斯頓·雷德莫爾一起娱乐儿童，但名声不显。伊根·史賓格勒在研究人类情感的实验室工作，彼得·威克曼主持通灵电视节目。
彼得的前女友达娜·巴雷特（Dana Barrett）与前夫育有一子并起名奥斯卡（Oscar），她在美术博物馆负责清洗画作。奥斯卡的婴儿车某日突然自行冲入车水马龙，大惊的达娜向捉鬼大队求助。维哥（Vigo）是16世纪的强大魔法师兼暴君，博物馆中他的肖像突然复活并对达娜上司亚诺什·波哈（Janosz Poha）大肆奴役，命令亚诺什找个孩子给他夺舍，这样他就能摆脱画作限制重生并征服世界。亚诺什迷恋达娜，所以想让维哥夺舍奥斯卡。
捉鬼大队在奥斯卡童车所停路口发掘，发现满是粘液的河流经过废弃必驰气流管式运输系统。雷想从河中取样却被粘液攻击，慌乱中意外导致全市停电。捉鬼大队又因擅自调查超自然现象并造成破坏走上法庭，粘液样本作为证据呈庭。韦克斯勒法官长篇大论地愤怒声讨捉鬼大队，粘液突然爆发，召出法官判死刑的两兄弟鬼魂。捉鬼大队帮法官抓到鬼魂，案件和以前禁止他们捉鬼的法庭命令一并撤销。
粘液晚上潜入达娜的公寓攻击母子二人，她再度向彼得求助，两人重归于好。捉鬼大队发现粘液对情绪有反应，怀疑这种东西是由纽约人的消极情绪积聚而成。彼得和达娜共进晚餐，伊根、雷和温斯顿探索地下粘液河流时被拖下河。三人打成一团，直到伊根明白他们是受到粘液影响。三人随后确定河流最终涌向博物馆。
市长认为捉鬼大队的汇报纯属无稽之谈，市长助理杰克·哈德迈耶（Jack Hardemeyer）把他们关进精神病院，保护市长的政治前程。亚诺什的鬼魂绑架奥斯卡，达娜一路追进博物馆，发现这里满是粘液无法进入。粘液在元旦前夕涌上街头引发大面积混乱。得知哈德迈耶把捉鬼大队关进精神病院后，队长将他开除并释放四人。
捉鬼大队确定，要打败粘液，纽约市民必须产生积极情绪，决定找积极向上的符号集结市民。他们利用积极情绪鼓动粘液控制自由女神像雄纠纠气昂昂地在街头游行，路旁是欢呼的群众。博物馆的粘液显著退却，捉鬼大队用自由女神像的火炬打破天花板，制止维哥附身奥斯卡。
捉鬼大队从天花板破洞进入博物馆，用充满正面情绪的粘液令亚诺什恢复理智。维哥现出人形将达娜和捉鬼大队禁锢，然后再次抓走奥斯卡。博物馆外聚集的观众高歌《友誼萬歲》，积极情绪大幅削弱维哥的实力，被迫退回肖像，捉鬼大队恢复正常。维哥附身雷，但捉鬼大队很快就用武器救他脱身并击杀维哥，后者的画像也被替换。最后，纽约市民向捉鬼大队欢呼，自由女神像回到自由岛。

## 演员
- 比爾·莫瑞饰彼得·威克曼
- 丹·艾克洛德饰雷·史坦茲
- 雪歌妮·薇佛饰达娜·巴雷特
- 哈罗德·雷米斯饰伊根·史賓格勒

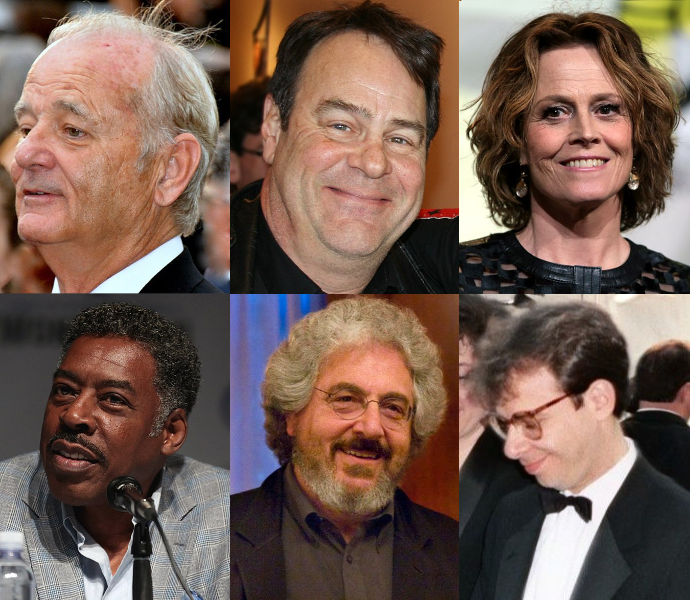
片中明星包括：（上排从左至右）比爾·莫瑞、丹·艾克洛德、雪歌妮·薇佛；（下排）厄尼·哈德森、哈罗德·雷米斯、里克·莫拉尼斯

- 里克·莫拉尼斯饰路易·塔利（Louis Tully）
- 厄尼·哈德森饰溫斯頓·雷德莫爾
- 安妮·波茨（Annie Potts）饰珍妮·梅尔尼兹（Janine Melnitz）
- 彼得·迈克尼科尔饰亚诺什·波哈
- 柯特·富勒（Kurt Fuller）饰杰克·哈德迈耶
- 大卫·马古利斯（David Margulies）饰伦尼·克洛奇（Lenny Clotch）市长
- 哈里斯·于林（Harris Yulin）饰斯蒂芬·韦克斯勒（Stephen Wexler）法官
- 珍妮特·玛戈林（Janet Margolin）饰检察官
- 威廉·德根森多夫（William T. Deutschendorf）与汉克·德根森多夫二世（Hank J. Deutschendorf II）饰奥斯卡

除上述主要演员外，威赫姆·冯·霍姆伯格（Wilhelm von Homburg）在片中饰演暴君维哥（麥斯·馮·西度配音）。部分演员和剧组成员的亲人在片中亮相，如莫瑞的哥哥布赖恩·道尔（Brian Doyle-Murray）扮演捉鬼大队精神病医生；艾克洛德的侄女凯伦·亨伯（Karen Humber）饰女学童，导演伊万·雷特曼的儿子杰森和女儿凯瑟琳（Catherine Reitman）分别饰演片头生日聚会上的无礼儿童和参加伊根实验的女孩。导演本人客串路人。迈克尔·奥维茨（Michael Ovitz）是片中多位主要演员的人才中介，他的夫人朱迪（Judy）饰演在餐厅被粘液攻击的女子。
玛丽·艾伦·特雷纳（Mary Ellen Trainor）是片中儿童聚会主持人，切奇·马林（Cheech Marin）饰码头管理人，菲利普·贝克·霍尔（Philip Baker Hall）出演市警察局长。鮑比·布朗（演员表中列为鲍比·巴里斯福德·布朗）除为电影提供歌曲外，还客串诠释门卫。本·斯泰因扮演市长手下的公共工程官员，路易丝·特洛伊（Louise Troy）饰演身着毛皮大衣的女子。

## 制作

### 前期发展

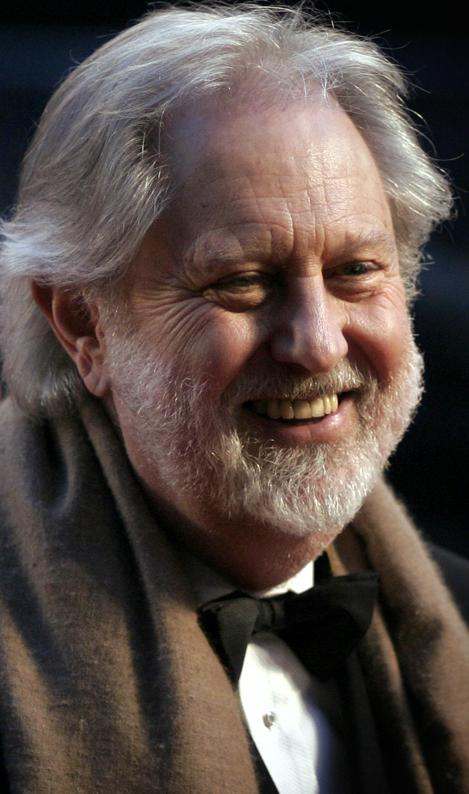
时任哥倫比亞影業高管大卫·普特南（图）因《捉鬼敢死队2》的制作拖延备受指责，但导演伊万·雷特曼认为更重要的原因是演员和剧组成员不乐意参与

《捉鬼敢死队》大获成功，即便电影是按独立项目开发也不可避免要拍续集。《捉鬼敢死队2》的初步构想和发展过程困难重重，新闻媒体对幕后争议的曝光量与电影相比不遑多让。大卫·普特南（David Puttnam）1986年6月当上哥倫比亞影業总裁，虽然前作极其成功，但他对花大成本制作续集不感兴趣，更喜欢叫好又叫座的战争片《希望与荣耀》（Hope and Glory）或喜剧片《百老汇的最后一夜》（Bloodhounds of Broadway），都是小成本电影。他想为“世界市场”拍片，给许多欧洲导演的电影大开绿灯。此外，《捉鬼敢死队》是上任总裁弗兰克·普赖斯（Frank Price）的光辉业绩，续集成功一定程度上也是他的功底，普特南想尽快干出成绩，对前辈留下的遗产敬谢不敏。
导演雷特曼后来表示，项目延误不是普特南的错，哥伦比亚影业纽约分部职位高于普特南的高管起初认为，《捉鬼敢死队2》迟迟没有进展是因为普特南从中作梗，打算绕过他主持项目，但普特南靠边站后制作依然停滞不前。雷特曼指出，项目拖延主要是因为前作主演近三年时间都不愿意拍摄续集，等到他们都愿意的时候，莫瑞又已同意主演1988年的圣诞喜剧片《孤寒财主》（Scrooged）。再到莫瑞有空时，剧本又还没写好。雷特曼、莫瑞、艾克洛德和雷米斯都是《捉鬼敢死队》系列的主创人而且都持有版权，续集需要他们一致同意才能启动。
1987年4月，普特南尚未通知雷特曼便宣布《捉鬼敢死队2》将在同年11月开拍，此时剧本尚未完成，雷特曼也没来得及审核已经写好的部分。普特南于1987年9月卷铺盖走人，媒体推测这一定程度上是因为他排挤莫瑞及其经纪人奥维茨。普特南曾公开谴责莫瑞在好莱坞发大财后却不回馈社会，“只会索取，不愿给予”。他还谴责经纪人价格高昂的“捆绑销售”，把剧本、导演和大牌演员全部包揽，意指还是艾克洛德、雷米斯和雷特曼经纪人的奥维茨。
普特南的职位由道恩·斯蒂尔（Dawn Steel）取代，公司老板在她上任时明确表示，把《捉鬼敢死队2》扶入正轨是当务之急。哥伦比亚影业在《捉鬼敢死队》大获成功后已经好几部电影票房失利，把续集视为转运的救命稻草。1987年11月，电影计划在来年暑期来拍，新闻报导称莫瑞要求一千万美元片酬，另外几位主演有样学样。
早在拍摄前作时，剧组成员和几位主演就发生纠纷并且一直没有解决，成为续集前进道路上的主要障碍。雷米斯事后表示：必须先“澄清某些问题”大家才能再度合作。1988年三月，奥维茨在加利福尼亚州比佛利山的吉米名人餐厅安排私人午餐会，邀请莫瑞、艾克洛德、雷米斯、雷特曼前往，他和同事、创新艺人经纪公司商务主管雷·库兹曼（Ray Kurtzman）一同参加。众人讨论的问题包括几位主演是否还能参与续集，因为莫瑞已很长时间没演电影，艾克洛德连续几部影片失败。最终大家一致决定再度携手。
此后几个月里，雷特曼、莫瑞、艾克洛德和雷米斯与制片商谈判，以最低片酬换取票房利润分成。媒体报导称每人可得一成票房利润，雷特曼表示他的没这么高，但也是“很大的数字”。此举主要是为把预算控制在约三千万美元，但预支薪水后这个数字升至近五千万。此后影片仓促投入制作，计划在1988年暑期开拍，预计1989年中期上映。前作的制作周期约为一年，续集虽然是在前作上映五年后推出，而且还要花不少时间制作特效，但实际制作周期却更短。迈克尔·格罗斯（Michael C. Gross）和制片人乔伊·麦迪贾克（Joe Medjuck）回归续集且均升任制片人。迈克尔·查普曼取代拉兹洛·科瓦奇（László Kovács）负责摄影，博·维尔奇（Bo Welch）代替约翰·德奎尔（John DeCuir）接手美术指导。:60–61

### 编剧

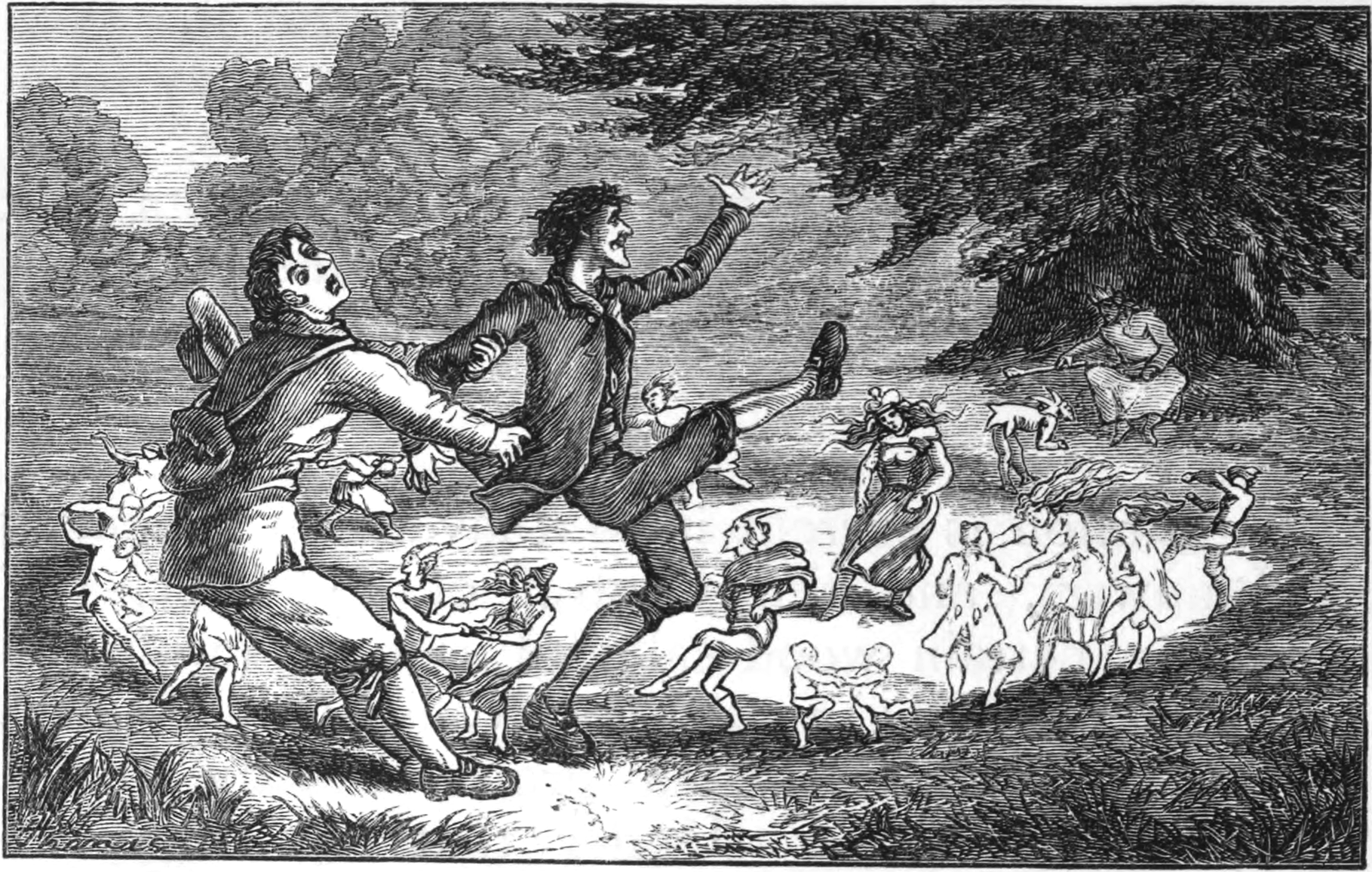
仙女環（天然生长形成环形或弧形的蘑菇）及与超自然现象联系的江湖传言是艾克洛德早期剧本创作素材

艾克洛德自认创作的剧本初稿“实在太夸张……太难以想象”:57。他本想避开纽约，让故事发生在海外，并设想威胁来自地下，与前作高潮桥段的摩天大楼大战对比:57。故事讲述达娜·巴雷特被绑架到英格兰后发现仙女環——天然生长形成环形或弧形的蘑菇，江湖传言称这种现象与仙女或巫女有关——和地下文明:57。捉鬼大队必须花费三天时间穿越超过3200公里长的地下气动管:57。艾克洛德后来决定放弃上述构思，故事背景移回纽约，保持剧情和上集延续，这样不影响“地下威胁”构思，而且故事结构更容易开发:57。
与前作一样，续集的剧本由艾克洛德和雷米斯合作完善，两人一开始就决定续集要体现两部电影之间的五年间隔。:57。雷米斯曾参与恐怖片构思，围绕拥有成人部分能力的婴儿展开，他提议《捉鬼敢死队2》也以婴儿为中心，奥斯卡因此诞生。根据初步设想，奥斯卡是彼得·威克曼与达娜之子，五年间两人保持交往。但这样的剧情会令电影重心变成孩子，莫瑞觉得这样彼得一家三口会占据太大比重，不利于在捉鬼大队众人间保持平衡。:57,58最后彼得和达娜分手，达娜嫁人生子后又离婚，然后再进入本片情节。雷米斯希望剧情表明捉鬼大队在前作大胜后无法保留英雄形象，这样可以让续集情节更有创意，不致太像原作的翻版:58。
粘液组成的河流源自合作初期设想。雷米斯想用纽约地下粘液代表大城市人类消极情绪积累产生的道德问题:58，以此隐喻都市衰退，呼吁人们设法解决，但他承认剧本拍出来的内容很肤浅，看不到这么深层次的东西。他和艾克洛德想在片中体现消极情绪会产生后果，纽约人要么友善待人，要么面临破坏，两人觉得这样的设定很有趣，不过此时他们还没想好消极情绪会如何破坏城市:58。雷米斯对此表示：“电影提出的想法很有趣，如果纽约所有人都必须保持友善48小时会怎么样”。艾克洛德称，他们的设想是消极情绪就像实体会逐渐累积，总要有地方去，可能朝情绪指向的人发泄。在他看来，如此构思比与神神怪怪打交道更脚踏实地。:60–61他还称：“城市充满危险，生命趋于廉价。可能你……看个电影就在街头遭机枪扫射”。影片情节发展远超两人的构想，但情感和核心概念不变。1987年五月，两人已在剧本上花费一年多时间，最后在1988年三月完成。
《捉鬼敢死队》是偏成人导向的电影，上映后衍生主要面向儿童且同样大获成功的动画电视剧《捉鬼特工队》（The Real Ghostbusters）。为此，《捉鬼敢死队2》试图平衡原版电影和动画片观众的需求。据麦迪贾克透露，动画片的成功对斯林姆（Slimer）在续集回归影响很大，编剧时需尽可能避免情节与动画片冲突。捉鬼大队虽已停业五年，但人物必须表现得好像经历过动画片情节一样。

### 选角

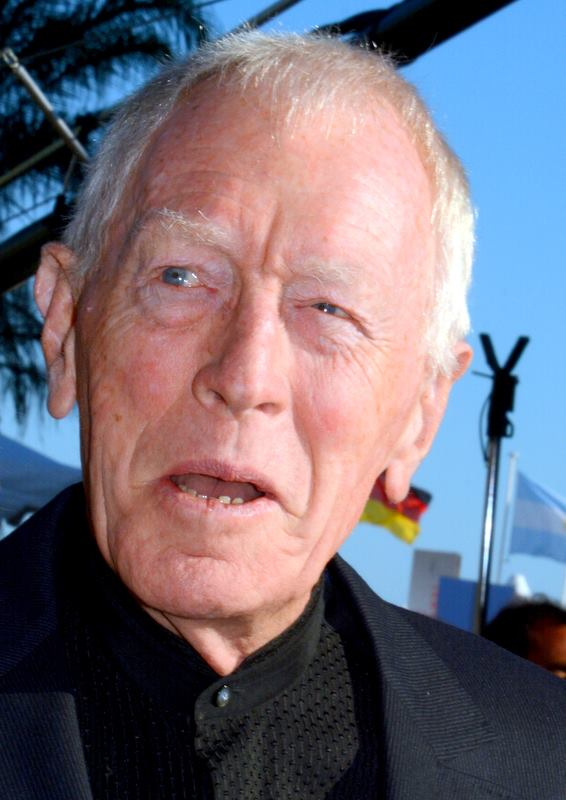
麥斯·馮·西度为暴君维哥配音

有报导称普特南因反感莫瑞等原因打算用片酬偏低的演员取代原班主演，但他在1987年接受采访时否认，声称根本没考虑换人。
《捉鬼敢死队2》是雷特曼首次导演续集，他担心如果没有精心制作的特效，电影可能无法带给观众惊喜。导演认为前作的主要卖点是人物互动，希望在续集重点保持。考虑到《捉鬼敢死队》极为成功，雷米斯对回归续集有些迟疑，莫瑞也是如此，他出演的上一部电影已经是四年前上映。莫瑞还称，《捉鬼敢死队》获得文化现象级的成功，这永远都会是他最大的成就。个人项目《刀锋走险》（The Razor's Edge）一败涂地以来，莫瑞一直觉得自带霉运，此后几年没有接片，直到《孤寒财主》才回归。此外，莫瑞对续集一向没有好感，觉得完全是“贪婪”和“商业”的产物，其中“商业”更是应判死刑的罪孽，自称愿意回归《捉鬼敢死队2》都是因为前集是大家合作最愉快的电影。
彼得·迈克尼科尔饰演的亚诺什·波哈在早期剧本中叫杰森（Jason），是为捉鬼大队捧哏的配角:29。迈克尼科尔觉得这样的人物谁都能演，建议增加人物背景，波哈由此成为喀尔巴阡鲁塞尼亚人，人物口音是他根据捷克友人和罗马尼亚旅行社工作人员的口音创造:31。迈克尼科尔想戴上黑色披頭四樂隊假发演出，但因许多演员都是黑发遭拒:32。他的人物口音还受到《蘇菲的抉擇》中梅麗·史翠普演出影响。剧本没有描述波哈的口音，但迈克尼科尔用口音试镜的表现令导演非常满意。
麥斯·馮·西度为维哥配音，所有台词都在一天录完。据报导，扮演维哥的冯·霍姆伯格直到观看电影首映时才知道声音被馮·西度取代，愤怒之下很快就离开电影院。据他事后透露，自己是因嘴唇开裂导致口齿不清，这已经对他寻找演出机会不利。尤金·列维获选出演路易·塔利的堂兄谢尔曼（Sherman），是关押捉鬼大队精神病院的工作人员，对捉鬼大队获释作用很大，但他的戏段最后被剪。

### 摄制

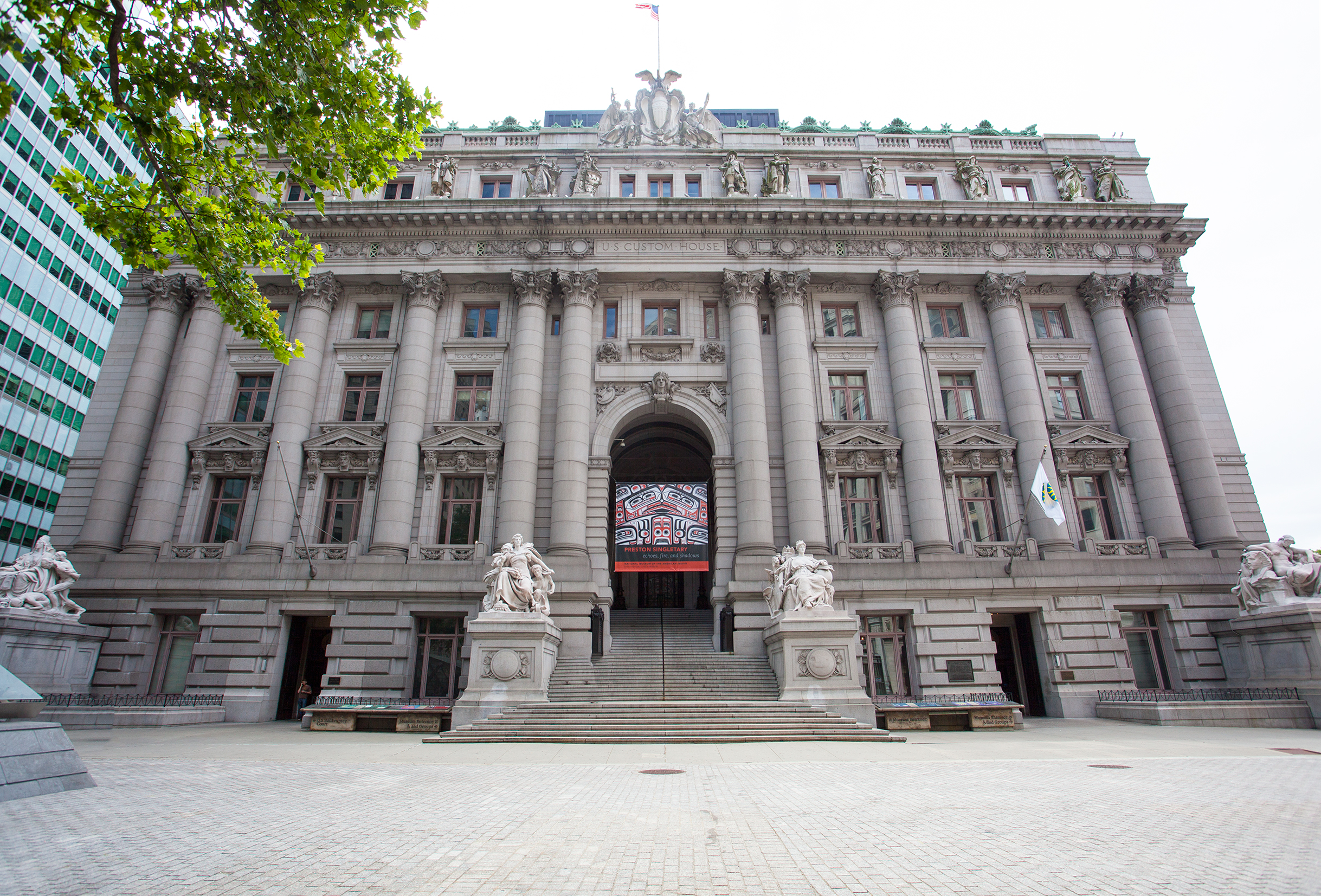
亚历山大·汉密尔顿美国海关大楼是片中曼哈顿美术博物馆的外景地

雷特曼完成1988年喜剧片《龙兄鼠弟》后几乎马上投入本片制作，1988年11月在纽约开始主体拍摄。据报导，电影预算在三到四千万美元范围。纽约的摄制周期约为两周，大部分时间是拍外景。
电影在纽约取景时恰逢苏联领导人米哈伊尔·谢尔盖耶维奇·戈尔巴乔夫到访，曼哈頓四十个街區限制通行，但市政当局还是非常配合，甚至同意剧组在受限的第二大道拍摄。其他取景地包括自由女神像和梯形消防站公司8号，剧组后来还把这家消防站用作捉鬼大队总部外景地。拍摄完成后，剧组把新版捉鬼大队企业商标送给消防站工作人员，此后长期挂在消防站楼外直到掉落。
片中存放维哥画像的曼哈顿美术博物馆是在亚历山大·汉密尔顿美国海关大楼取景，雷、伊根和温斯顿从遍布粘液沙井钻出的镜头就在大楼前拍摄:26,28。雷米斯编剧时对这个镜头的设想是人物从沙井钻出，但地下只有电话线管道才有沙井，而且非常狭窄，所以几位演员必须覆上粘液紧紧挤在一起。寒冷的天气和粘液令他们非常难受，次日又得知摄影机拍摄的镜头速率不对，所以又要重新来过。:28捉鬼大队检查奥斯卡童车所停路口的桥段在第一大道摄制。
1988年12月下旬，剧组转战洛杉矶，沿用拍摄原作时的23号消防局充当捉鬼大队总部内景。捉鬼大队前往格雷西大廈拜访市长的镜头实际是在比佛利山灰石豪苑（Greystone Mansion）取景。众人挖开地面发现粘液之河的镜头在洛杉矶市中心摄制；皮毛大衣被鬼魂附身并逃跑的场景在洛杉矶街头取景，这场戏本是为《捉鬼敢死队》设计，但未获采纳，所以在续集沿用:26。主体摄制在1989年3月7日收工，麦迪贾克指出，前作中的人物经常吸烟，但近年来社会对吸烟的态度变化显著，所以续集没有任何人物吸烟的镜头。

### 后期制作

剧组在华盛顿广场拱门（图）补拍粘液为鬼魂提供能量发动攻击的镜头。成千上万市民前来观看拍摄，片中群众四散逃离拱门的镜头就是他们演出

电影试映反响恶劣，主创人员明白影片存在许多问题。据雷特曼透露，观看试映后，他发现电影最后25分钟“简直没眼看”，于是他用四天时间另拍25分钟的新结局替换。试映观众觉得电影整体还过得去，但维哥对捉鬼大队实在不构成威胁，最后的胜利太轻易。观众还感觉维哥、粘液和鬼魂间缺乏足够联系:25。据格罗斯透露，观众根本看不出片中粘液能从积极或消极情绪获得能量，所以需要补充镜头说明:23, 25。
1989年三至四月，剧组重拍大量镜头，其中有些是在纽约实地补拍，完成时距影片上映只剩两个月:23。《捉鬼敢死队2》曾计划7月4日独立日假期周末上映，雷特曼觉得6月23日更合适，但得知超级英雄电影《蝙蝠侠》也在这天发行后制片商要求提前到16号。格罗斯对此表示：“我和乔伊·麦迪贾克当时脸刷地就白了汗就下来了……这根本不可能吧好不好……真要命。”:25
电影新增许多镜头提升紧迫和威胁感，如地下鬼魂火车及无头鬼怪吓人的镜头，以及捉鬼敢死队所拍的维哥照片突然起火，威胁要拿他们献祭的桥段。雷特曼觉得试映版过分关注彼得和达娜的感情，所以决定增加上述内容。鬼魂火车是在纽约隧道夜总会取景，用来体现不可见的神秘力量阻止捉鬼大队靠近:23, 26。麦迪贾克指出，新增的镜头都不需要大量使用特效。切奇·马林客串码头管理人的戏码也是这段时间加入。
部分补拍镜头用于替换还需大量工作并增加特效才能完成的场景和次要情节，剧组在華盛頓廣場公園补拍怪物从华盛顿广场拱门下方流过的桥段。成千上万的市民得知《捉鬼敢死队》在此取景后前来围观，电影人气可见一斑。他们还置身最后完成的影片，根据剧组提示跑开，营造看到怪物后四下逃窜的效果。:30捉鬼大队与维哥的最终大战也予重拍，维哥离开画作与众人正面对抗的情节全部更改。
雷·史坦茲检查维哥画作后被附身的情节被剪，维哥附身导致他无法稳定开车，直到温斯顿帮他摆脱控制，这也说明为什么片尾他会被维哥附身。被剪的部分镜头后来重新纳入影片。:62试映观众感觉路易·塔利企图抓到斯林姆的桥段只会转移注意力，最后斯林姆出场的镜头只保留两个:62。据格罗斯表示，斯林姆的镜头是为儿童观众保留，没想到观众看到它时什么反应都没有:22。谢尔曼把捉鬼大队放出精神病院的镜头被剪，所以剧组增加市长办公室出现超自然现象的桥段，解释市长释放他们的原因。其他删减镜头包括雷和伊根用粘液实验，解释他们如何学会利用粘液控制自由女神像。雷特曼觉得粘液促使鬼魂在纽约上空飞过的场景不够吓人，最后也予删除。

### 音乐
嘻哈音乐组合Run-DMC和小雷·帕克尔（Ray Parker, Jr.）共同修改原作的热卖主题歌捉鬼敢死队，再由Run-DMC表演在续集使用。为再观原作辉煌，音乐制作人彼得·阿夫特曼（Peter Afterman）决定聘请不久前歌曲大卖的鲍比·布朗。为确保布朗加入，阿夫特曼还承诺音乐版权归布朗的音乐品牌MCA唱片所有。布朗同意加入，条件是在片中客串人物。此时电影摄制几近尾声，但雷特曼还是为布朗增加客串戏码，扮演市长的门卫。。最后布朗推出的歌曲我们自力更生由安东尼奥·里德（L.A. Reid）、娃娃脸和达里尔·西蒙斯（Daryl Simmons）共同创作，音乐视频出场名人包括伊曼、简·库丁（Jane Curtin）、道格·弗拉什（Doug E. Fresh）、克里斯托弗·里夫、邁爾康·福布斯、里克·莫拉尼斯、唐納·川普、马基·雷蒙（Marky Ramone）和乔伊·雷蒙（Joey Ramone）。
布朗独立创作并制作我们回来了。片中采用的其他歌曲包括格林·佛萊的翻转都市、道格·弗拉什及手下组合一起完成的幽魂，还有艾尔顿·约翰的爱是同类相食。作曲家丹尼·葉夫曼为电影创作歌曲血与肉，但对片中最后只使用四小节非常失望，觉得只用这么一点片段只是充当借口，把歌曲纳入电影原声带发布，还称早知如此他根本不会提供这首歌。片中的原创配乐由兰迪·艾德尔曼（Randy Edelman）作曲。

## 特效和设计

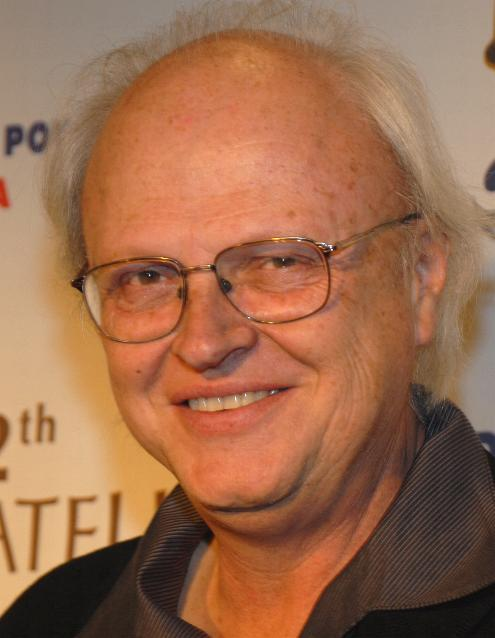
丹尼斯·穆伦是本片视觉特效总监

早在拍摄《捉鬼敢死队》时，雷特曼就对电影中的技术环节不感兴趣。续集开拍后，他请工业光魔公司负责特效制作，告知剧情大纲后由该司自由发挥:61。哥伦比亚影业曾协助理查德·艾德兰德（Richard Edlund）创办老板影业（Boss Film Studios）特效公司，为《捉鬼敢死队》制作特效，但报导称雷特曼对该司表现不满意。曾与艾德兰德在工业光魔公司合作的丹尼斯·穆伦（Dennis Muren）担任本片特效总监。电影档期仓促，但穆伦还是想要参与，获得创作新生物的机会:61。穆伦承认续集中的怪物无法像前作那样纯属原创，他的想法是让怪物更灵活，更像幽灵。制作组本来的任务是110个特效镜头，后来增至180个:62。
工业光魔公司此时还有多部1989年电影在制作特效，如《回到未來II》、《聖戰奇兵》和《深渊》，但最困难的还是《捉鬼敢死队2》，因为设计和构想经常变化，还老要求增加新镜头，该司后来拒绝再有任何修改。由于时间太紧，工业光魔公司派出九组人马持续无休工作四周完成180个镜头:25，而且不得不把部分工作外包给视觉概念工程（Visual Concept Engineering）等公司，其中包括没有在片尾字幕列名的蒂皮特工作室（Tippett Studio）。此外，补拍镜头的特效大多由阿波吉公司（Apogee Productions）负责:26。

### 粘液
片中粘液是用“美多秀”（Methocel）植物凝胶制作，其中加入绿色和蓝色的食用色素，绿色与斯林姆的颜色相符。物理特效总监查克·加斯帕尔（Chuck Gaspar）模拟不同的颜色效果，导演最后选择粉红:9。影片需要约38万升粘液。凝胶很快就会变质，所以片场每天放有四台水泥搅拌机制作新鲜粘液:10。粘液河中加有云母粉尘和矿油，粉尘令河显得更深，矿油在河面形成各种形状:10。
范霍恩气动中转站的粘液河流是用微缩模型拍摄，使用0.3米宽、三米长的有机玻璃槽，用重力泵结合上方4.6米处的大水箱运作。粘液留到“河流”末端后落入另一个水箱，再抽入上面的水箱循环利用。制作组向河中注入空气产生气泡，并操作挡片营造神秘物质在河下游走的效果。:9, 10粘液小触手是用下方控制的棍棒操作，上面覆有乙烯。大触手是塑料制成，采用蓝幕技术拍下塑料从替身演员身上掉下来的镜头，逆向播放时变成触手企图抓到雷·史坦茲的效果。:10除河流微缩模型外，范霍恩气动中转站镜头中的车站其实是哑光画作，还建有通向隧道的实用楼梯:9。雷、伊根和温斯顿掉进河里的特效镜头很难制作，几位演员在搭建的范霍恩内景拍摄掉落镜头，然后与河流微缩模型融合。粘液急流把温斯顿卷走的镜头是用蓝幕摄制，看起来就像他真的在河里；他在河中的动作是用电脑动画制作，模拟河流自然流动:26。

### 生物特效
回归的斯林姆鬼魂变化显著，根据动画片《捉鬼特工队》的人气形象修改，增加儿童观众的亲切感。原作中斯林姆的面部是用线缆控制，续集改为伺服电机，还配有气动下颚。剧组本来聘请鲍比·波特（Bobby Porter）身着斯林姆扮装，但角色戏份后来完全取消。几周后剧组又决定加入斯林姆，此时波特又没空，所以最后是由罗宾·谢尔比（Robin Shelby）装扮。:61:21
雷米斯父亲开店期间曾被两兄弟抢劫，电影中的托尼·斯科利里（Tony Scoleri）和努齐奥·斯科利里（Nunzio Scoleri）兄弟鬼魂就源于两人。生物特效设计师蒂姆·劳伦斯（Tim Lawrence）从艾克洛德主演的歌舞喜剧片《福祿雙霸天》汲取灵感，片中两兄弟一个高瘦（托尼），另一个矮胖（努齐奥）。两人的形象卡通化，减轻这场戏的恐怖效果。劳伦斯着重突出人物的邪恶，而不是他们死前长什么样儿。:14卡米拉·亨尼曼（Camilla Henneman）制作努齐奥时用凝胶材料填充氨纶袋，令人物看起来胖到不可思议，劳伦斯亲自穿上氨纶袋制成的努齐奥“服装”。工作组原计划用真人尺寸布偶充当瘦到几无人形的托尼，但穆伦担心这样耗时太久，会影响制作期限，最后是演员吉姆·费伊（Jim Fye）身穿特制服装扮演托尼，上面还有特别拉长的附属物，令人物显得更加细长。:14
机械动画师阿尔·库尔特（Al Coulter）带队制作控制鬼魂面部的马达和气动装置。劳伦斯开发动画系统，令面具可以对应台词口型。早期构想的鬼魂行走时每一步都有爆炸和破裂效果，但大部分后来取消，没有在成片出现。劳伦斯事后表示，使用一比三的布偶模型完全可以达成同等效果。:17处死斯科利里兄弟的电椅是微缩模型，再与演员穿好特制服饰后坐着的镜头合成:17。鬼魂挤压等镜头的变形和失真效果先制作鬼魂特效镜头，再用双轴取向聚对苯二甲酸乙二醇酯胶片重拍，扭曲这种胶片就能获得所拍图像变形和失真的效果:18。努齐奥在法庭上把检察官倒扛起来带走的镜头是把特技演员倒挂起来摄制。导演希望营造检察官倒过来从上方经过门口的效果，加斯帕尔带队用泡沫在门上方制出通道，看起来就像钢铁制成的烤架，泡沫是用弹簧支撑，用电线控制就能轻松将装置马上弹回原位；效果由合成的努齐奥挡住。:13,14为方便演员表演，电影拍摄期间还用到完整尺寸的鬼魂镂空模型:13。《捉鬼敢死队》分镜画家汤姆·恩里克斯（Thom Enriquez）画出所需效果，他觉得制作周期太紧，法庭搭建时他还一边在画；预算不足导致法庭内只能有14张椅子，需要炸掉玻璃墙和四根支柱营造气氛和效果:13。

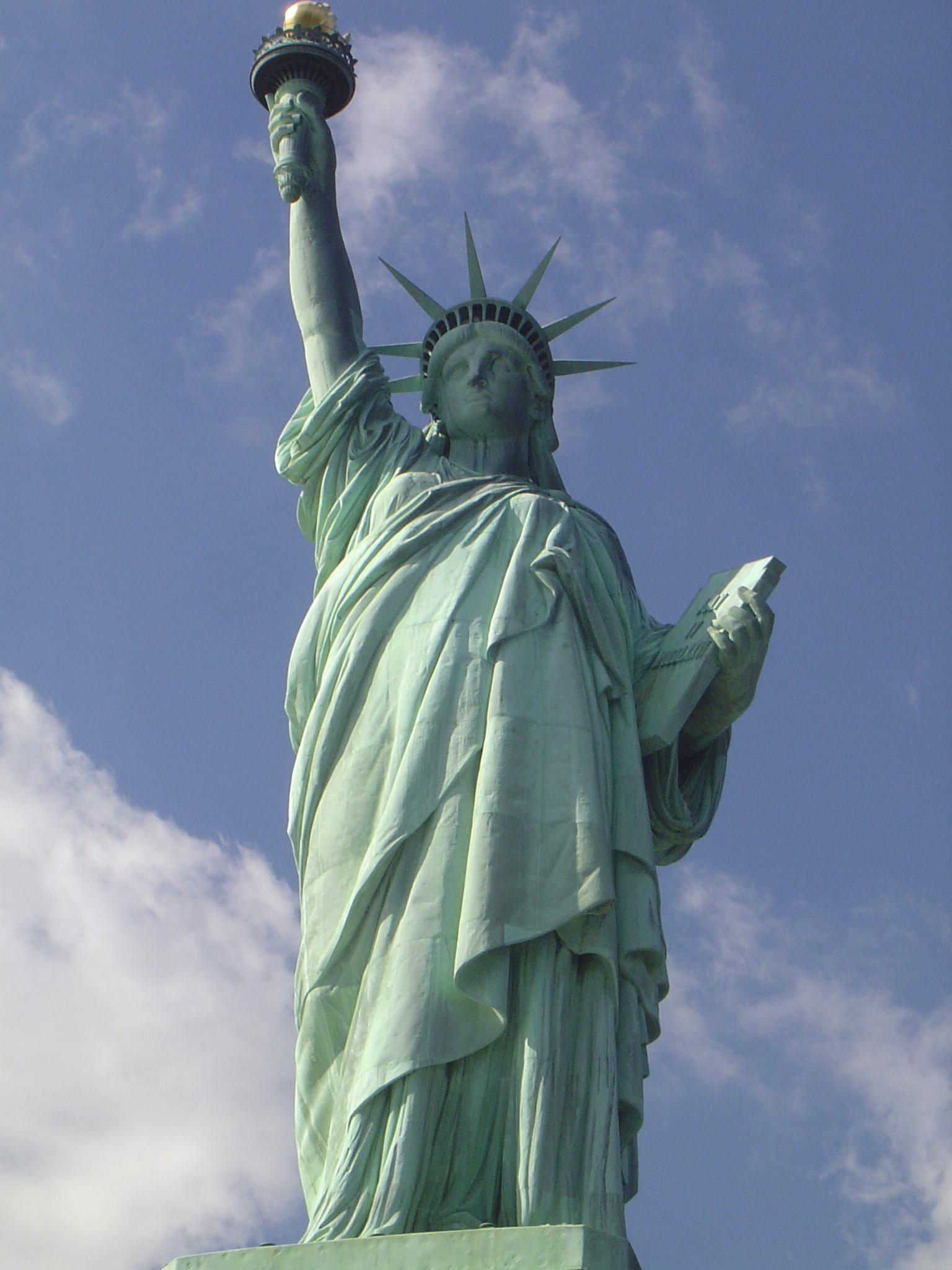
自由女神像是片尾一大亮点，丹·艾克洛德很喜欢令这种根本无法移动的东西动起来

粘液控制自由女神像走动源自艾克洛德的构想，他觉得令静态物体动起来效果很有趣，就像看到艾菲爾鐵塔四下走动或维多利亚瀑布的水倒流一样:62。自由女神像曾是剧本中维哥的武器，但如此构想不便推动剧情发展:34。费伊身穿特制服装充当自由女神像的微缩模型，但头上所戴冠冕比例大于实物，因为如果按实物尺寸制作模型，冠冕就太小，捉鬼大队根本看不到。冠冕装在平衡環架上，所以能左右摆动，看起来就像戴着它的人在走路。导演要求把冠冕的倾斜角度加大到超出演员预期，获得演员备感意外的真实反应。剧组制出自由女神像上半身模型，配合夜间临时搭建的水池拍摄，营造塑像从海中走出来的效果。:37, 41此外，在中央公園跑步的鬼魂也是费伊扮演:20。
亚诺什被鬼魂附身后眼睛发光并照亮大厅，剧组先拍摄迈克尼科尔走过大厅，然后关掉灯再拍一遍，迈克尔·查普曼（Michael Chapman）拿着手电放在演员头部高度，根据人物行动左右摆动灯光。这场戏拍了好几遍，确保没有直接看到迈克尼科尔眼部的镜头。动画师在人物眼部加入射向前方的光束，并以颗粒增强光束的真实感。:10亚诺什形象的“鬼保姆”从彼得家公寓劫走奥斯卡，这场戏经过多次变更。前期构想的形象包括双头龙、广告牌人物、动画滴水怪兽、幻影出租车和圣诞老人，其中双头龙未获采纳的原因是缺乏创新:26。剧组还曾考虑令鬼魂附身公寓内的物品，电影中鬼魂附身浴缸的情节便由此而来:26。近景镜头时是迈克尼科尔身着女子服饰拍摄，远景改用布偶。鬼魂拉长的手臂是用可拉伸的塑料管制成，外面覆以布料:26, 27。
维尔奇按比例搭建彼得公寓的外墙和壁架，整个模型位于离地三米的空中，壁架用画有整幢楼房的哑光画遮挡。扮演奥斯卡的演员用索具装置固定，这样婴儿还能维持站姿直到被“鬼”劫走。:26鬼魂附身的浴缸起初是泡泡缸形成的怪物，看起来每个泡泡里都有成千上万的眼睛，达娜意外将吹风机掉入浴缸，马上就把怪物摧毁。雷特曼倾向用粘液变成怪物，特技组用易于弯曲的硅树脂制成浴缸，汤姆·弗洛茨（Tom Floutz）从下面操纵介电凝胶制成、并以氨纶和中国丝绸强化的触手，外面还覆有粘液。他们还在真空管内插入玻璃纤维制成的动物喉咙，启动时能将材料向后吸，露出前面类似张嘴吞食的部分，后期再用动画增加舌头。:23
工业光魔公司很早就完成片中泰坦尼克号的特效镜头，为了让画面看上去尽可能震撼，公司一度考虑使用着火且满载乘客和行李的興登堡號飞艇，或是地铁上满是已经腐烂的乘客，亦或墓地的墓碑爆炸。制技组制作泰坦尼克号的微缩模型，外观略有调整，标示船名的位置改得更加清晰可见。然后拍摄身穿那个时代风格服装的群众演员，身上到处都是海藻，还有海水往下滴，但镜头拉远后很多小细节看不出来。:33导演想表现粘液从裂缝或接缝渗出，剧组为此搭建博物馆的比例模型:33。拍摄日程过于仓促，许多特效镜头都是很晚才要求添加。鬼魂火车原计划采用地铁，但因时间不足改用古董火车。断掉的头是从各种途径找来，质量太差的就远离摄像机。:26剧院中的鬼魂共用三周制作，需要四名布偶师操作。华盛顿广场怪物是菲尔 蒂贝特（Phil Tippett）制作的定格动画，他接受制作这个镜头的条件是长度不超过160帧，动画是用现有模型制作，只需一次就能拍好。蒂贝特工作期间遇上车祸身受重伤，但继续工作并按时完工。:30粘液附身的皮毛大衣效果是用四件大衣达成，各部分用伺服马达控制。工业光魔公司曾考虑把大衣披在动物身上，但后来放弃。:30

### 暴君维哥

维哥肖像的帆布油画（摄于2011年）后来挂在工业光魔公司的办公室。角色的设计反复修改，这幅画其实是威赫姆·冯·霍姆伯格在片场的照片，经过放大和处理营造油画效果

片中核心反派维哥的相貌和体型反复修改，剧组一度计划把他变成巨大的怪物:44-45，但一直难以确定人物离开油画后如何与外界互动:9。根据原有计划，维哥需要大量生物特技化妆，但选择冯·霍姆伯格参演省掉很多麻烦，他的外表极具特色，不再需要繁杂的化妆:44。
1989年初，工业光魔公司联络格伦·艾奇森（Glen Eytchison）设计画作活化的镜头。艾奇森专门研究制作“真人静态画面”，用静态背景和演员营造看似平面绘画的错觉。穆伦表示，他和其他同事也能想出这种效果如何达成，但时间实在不够，需要请专业人士协助。镜头追求的效果是维哥从画上复活，令观众大吃一惊。工业光魔公司花费几个月时间构想画上人物的样貌，但导演觉得这些人物看起来太像蛮王柯南。:7, 9艾奇森带队研究16世纪军阀的外貌，参考那个时代的画作，以求匹配当时的美术风格。
艾奇森带队画出背景，用醋酸盐画出各种物体，如天空、头骨、树，方便导演马上看到组合效果并选择最满意的设计，雷特曼只用15分钟便选中。当地画家楼·普利斯（Lou Police）根据设计创作油画并获雷特曼认可，但艾奇森觉得画作和演员切换时不够真实。最后他和团队决定搭建类似画作的外景，其中包含聚苯乙烯制成的头骨等元素，然后请冯·霍姆伯格站在其间。外景和演员的服装都由同一组人描述，确保纹理相同，能够无缝融合。
搭建的外景运到工业光魔公司后，冯·霍姆伯格身着全套服装、化妆并配上人造肢体部分，再用灯光消除阴影营造平面画像效果，然后拍下照片并放大充当画作。维尔奇带队将照片处理得更像油画。:7–9维奇说话并走出“画作”的镜头就是演员站在外景中讲话并走出来；据艾奇森透露，演员走出画作的动作演得很辛苦，导演对效果不满意。电影结局全盘修改，取消画作复活的构想。维哥在画内与外界交流的镜头在成片不复存在，变成冯·霍姆伯格头部悬在粘液之河上，河流实际是工业光魔公司用泡沫搭建的微缩模型:9。维哥离开画作后消失，然后在现场出现实体。剧组还曾设想他从画上“剥落”，或是粘液将另一幅画复活来帮他:45。工作人员还制有模制面具代表维哥邪恶的内心，后由哈罗德·韦德（Harold Weed）戴在脸上扮演被附身的雷·史坦茲:45。

### 技术
《捉鬼敢死队》硬件顾问斯蒂芬·戴恩（Stephen Dane）负责捉鬼大队的大部分装备和捉鬼车，他还为本片设计新装备，但没有在片尾字幕中列名。戴恩修改质子背包（proton pack）武器、捉鬼陷阱的设计，捉鬼车也升级成捉鬼车1。他设计的新装备包括千兆米尺、粘液收集器，还有大水箱连接粘液喷嘴的粘液鼓风机。戴恩曾参与摄制，他将该片制作期间剩余的道具警告标签再利用，令装备看上去更真实。
粘液鼓风机武器的重量达到质量背包三倍，水箱内没有粘液，喷枪里的粘液是从镜头拍不到的位置泵入:37。笨重的质子背包在前作拍摄期间又重，背起来又难受，重量有14和23公斤两种，本片中的背包经重新设计减至13公斤。新设计背起来更舒服，同时取消部分电动效果。:7穆伦带队把质子背包发出的中微子束重新设计，功能更多，能够充当套索和鱼线来捉鬼，不再只是直线光束:61。五台遥控婴儿车充当片头鬼魂附身的婴儿车，车身镀铬掩盖电机和传动轴，还配有能逐渐减速或立即停止的刹车。加斯帕尔聘请两获全国微型汽车冠军的杰伊·哈尔西（Jay Halsey）操控婴儿车，他需要在最远23米外控制婴儿车穿梭车流。

## 发行
20世纪80年代末，续集电影还很罕见，但电影系列媒体作品的概念已在《星球大战》三部曲大获成功后迅速发展。1989年上映的续集电影数量创下新纪录，包括《聖戰奇兵》、《龙威小子3》、《星际旅行V：终极先锋》和《致命武器2》。同年上映的多部原创卖座大片后来成为流行经典，如《巴克叔叔》（Uncle Buck）、《亲爱的，我把孩子缩小了》（Honey, I Shrunk the Kids）、《當哈利碰上莎莉》和《死亡诗社》。全年最受期待的电影《蝙蝠侠》在《捉鬼敢死队2》上映一周后发行，巨无霸商家时代华纳大力推广，令该片的蝙蝠侠商标几乎无处不在。电影上映前不久，“大型影院连锁”机构高管表示希望《捉鬼敢死队2》能获得1.5亿美元票房，低于2.25亿的《聖戰奇兵》、1.75亿的《蝙蝠侠》，但领先于一亿美元的《致命武器2》。
《捉鬼敢死队2》原计划1989年7月上映，但距发行不足三个月时又提前到六月，避免和《蝙蝠侠》直接竞争:62。1989年6月15日，影片在格劳曼中国戏院首映，好莱坞帕拉丁音乐厅（Hollywood Palladium）随后举办需付费入场的聚会，入场费捐给圣约翰健康中心（Saint John's Health Center）。

### 票房
《捉鬼敢死队2》1989年6月16日在2410家电影院全面上映，相比之下，前作只在1339家电影院全面发行。原作上映第一个周末收入1300万美元，新作进账2950万美元，平均每家影院12229美元并登上票房榜冠军宝座，上映四周的动作历险片《聖戰奇兵》以1170万美元排第二，发行三周的剧情片《死亡诗社》以910万美元排第三。续集上映时的电影票价与原作相比平均涨幅约为两成二，再计算通货膨胀因素，估计第一个周末的开映共吸引两百万观众。电影上映当天是星期五，收入约为一千万美元，创下电影首映当天票房新纪录。如果不计节假日，本片第一个周末收入的2950万美元同样创下新纪录，略超《聖戰奇兵》的2940万美元。
一周后，《蝙蝠侠》在2194家电影院首映，当天收入1560万美元登顶，第一个周末进账4360万美元，打破《捉鬼敢死队2》刚刚创下的纪录。《捉鬼敢死队》周末收入1380万美元，比上周减少五成三，十天总票房5880万美元，落后于《蝙蝠侠》和里克·莫拉尼斯主演的另一部喜剧新片《亲爱的，我把孩子缩小了》，该片播放前的《谁陷害了兔子罗杰》七分钟衍生短片经过大量市场宣传，对后面的电影帮助很大。这个周末美国电影票房创下新纪录，总收入9200万美元。
与共七周登顶票房榜的前作相比，《捉鬼敢死队2》首周过后再也没有回到冠军位置，第三周被新上映的剧情片《龙威小子3》挤到第四，第五周新上映的动作片《致命武器2》和黑色喜剧《老板度假去》又令本片落到第五。《捉鬼敢死队2》上映第七周便掉出票房榜前十，九月下旬结束院线放映，共上映15周，北美总收入仅1.125亿美元，还不到前作的一半，在全年票房榜名列第七，前六部分别是《回到未来II》（1.184亿）、《致命武器2》（1.473亿）、《亲爱的，我把孩子缩小了》（1.307亿）、《飞越童真》（Look Who's Talking，1.401），以及全年电影票房冠军《蝙蝠侠》（2.512亿）。
《捉鬼敢死队2》在海外估计进账1.029亿美元，是前作近两倍，全球总票房提升到2.154亿美元，在1989年世界电影票房榜排第八，比《捉鬼敢死队》的总票房约少6700万美元。

### 专业评价

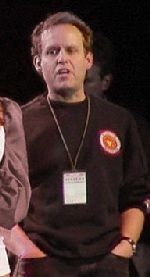
影评人一致称赞彼得·迈克尼科尔（摄于2001年）的喜剧演出

影评人对《捉鬼敢死队2》普遍评价不佳，但观众反响优异，影院评分调查表明影迷的平均评级为“-”（最高“+”，最低）。
《芝加哥论坛报》的戴夫·基尔（Dave Kehr）和《今日美國》的迈克·克拉克（Mike Clark）批评本片将捉鬼大队人物朝成熟方面发展，令电影平淡无奇，缺乏惊喜。两人表示，《捉鬼敢死队》充满童趣般的幻想，并将这些幻想投射到面对权威压迫抱团取暖的成年人身上，但续集却为核心人物增加人生伦常喜怒哀乐，变成超现实风格奇幻喜剧《四个捉鬼大汉一个娃》——意指1987年喜剧《三个奶爸一个娃》（Three Men and a Baby）——失去原作的魅力。罗杰·伊伯特对影片颇感失望，自称在电影公开放映现场始终没听到观众笑声。
影评人批评电影结构和故事元素与前作太过相似。吉恩·西斯克（Gene Siskel）在《芝加哥论坛报》发文谴责本片模仿拙劣，毫无新意，就像“直接拿剧本初稿来拍”一样粗糙。理查德·希克尔（Richard Schickel）发文批评1989年涌现的续集太多，其中《捉鬼敢死队2》与原作相比差异微乎其微，又没有进一步发展人物，结局更是相似到“恬不知耻”也批评电影基本遵循前作模式，加上婴儿纯粹只为剧情方便。《华盛顿邮报》刊登德森·汤姆森（Desson Thomson）的报导，认为续集不过是前作的加长版，连特效都不及原作惊艳。威廉·托马斯（William Thomas）在《帝國雜誌》发文，认为电影剧本很不错，但明显只想取悦少年儿童观众。
《洛杉矶时报》的希拉·本森（Sheila Benson）称赞本片的结局优于前作，作为续集也没有多少笑料观众必须看过前作才懂，不致令新观众感到疏远，而且演员间的互动令人感到包容。哈尔·欣森（Hal Hinson）在《华盛顿邮报》的文章认为续集就像前作一样尽显笨拙可爱，同时又体现出更富人情的一面。在他看来，大部分续集都是依赖原作成功的偷懒电影，但《捉鬼敢死队2》表现更佳，更有信心用原片素材尝试不同方向。但他也批评新作情节发展不足，而且不够紧张。《纽约时报》刊登文森特·坎比（Vincent Canby）的评论，赞扬本片笑料十足，不像《捉鬼敢死队》那样夸张到令人感觉压抑，虽然剧情缺乏深度，但整体基调“极其开朗”。
部分影评批准影片节奏失当，部分桥段拖得太长，令人满意的部分太少。还有文章指出电影缺乏前作的活力，令观众难以保持观影兴趣。《环球邮报》刊登里克·格罗恩（Rick Groen）的评论，批评本片表现平平，自以为是，导演缺乏视觉想象力。电影特效广受好评，本森称赞特效给他“留下深刻印象”，《纽约每日新闻》的凯瑟琳·卡洛尔（Kathleen Carroll）特别称赞片中幽灵般再现的泰坦尼克号，但感觉这些怪物无法让观众感到威胁。《综艺》杂志认为电影中的粘液和视觉特效会讨好儿童，机智的对话应该能让成人观众满意。
莫瑞在《捉鬼敢死队》的演出获影评人一致好评，但续集反响不一。基尔认为他的表演仍有令人眼前一亮的瞬间，但已不像上一部电影《孤寒财主》般充满活力。《芝加哥读者报》（Chicago Reader）的乔纳森·罗森鲍姆（Jonathan Rosenbaum）看法类似，声称冷漠是莫瑞喜剧演出风格的标志，但在本片表现不足。卡洛尔也认为，他在《捉鬼敢死队》的演技广受好评，但续集却变成“自鸣得意的招摇和持续不断的傻笑”，令人厌烦。《综艺》杂志认为，莫瑞的角色出口成章，所以仍然是电影核心人物；格罗恩甚至主张，《捉鬼敢死队2》完全靠他一人支撑。欣森指出，莫瑞的喜剧演出对本片至关重要，在探讨用积极情绪对抗消极时及时调整情绪，避免电影变得太多愁善感。
托马斯认为，莫瑞在前作中的角色冷漠、自私而幼稚，续集将他推入成熟人际关系，展示真正的人情冷暖，但效果不到位。本森觉得莫瑞和薇佛扮演的人物格格不入，与情侣相比倒更像死对头。托马斯和西斯克都认为电影不应该花费这么多笔墨描绘两人恋情这种次要情节，不但浪费太多时间，而且基本上动作场面都没有莫瑞参与。克利克感叹薇佛的角色发展不足，基本没有摆脱上班母亲的传统形象。
迈克尼科尔的表演赢得一致赞誉。格罗恩批评大部分演员表现乏善可陈，但特别认可迈克尼科尔“邪恶的滑稽”演出，称他是片中仅有的惊喜。坎比和基尔也认为迈克尼科尔是本片亮点，托马斯声称各地儿童都会模仿他的角色。卡洛尔称赞他的演出“疯狂且超出顶尖水平”。莫拉尼斯的喜剧表演同样颇受好评。基尔和克拉克很喜欢他和波茨角色之间“奖励”的支线感情戏。汤姆森认为本片只有莫瑞、莫拉尼斯和艾克洛斯表演的部分情节值得一提，但这样的内容太少，令人意犹未尽。

## 发行之后

### 成绩分析和余波

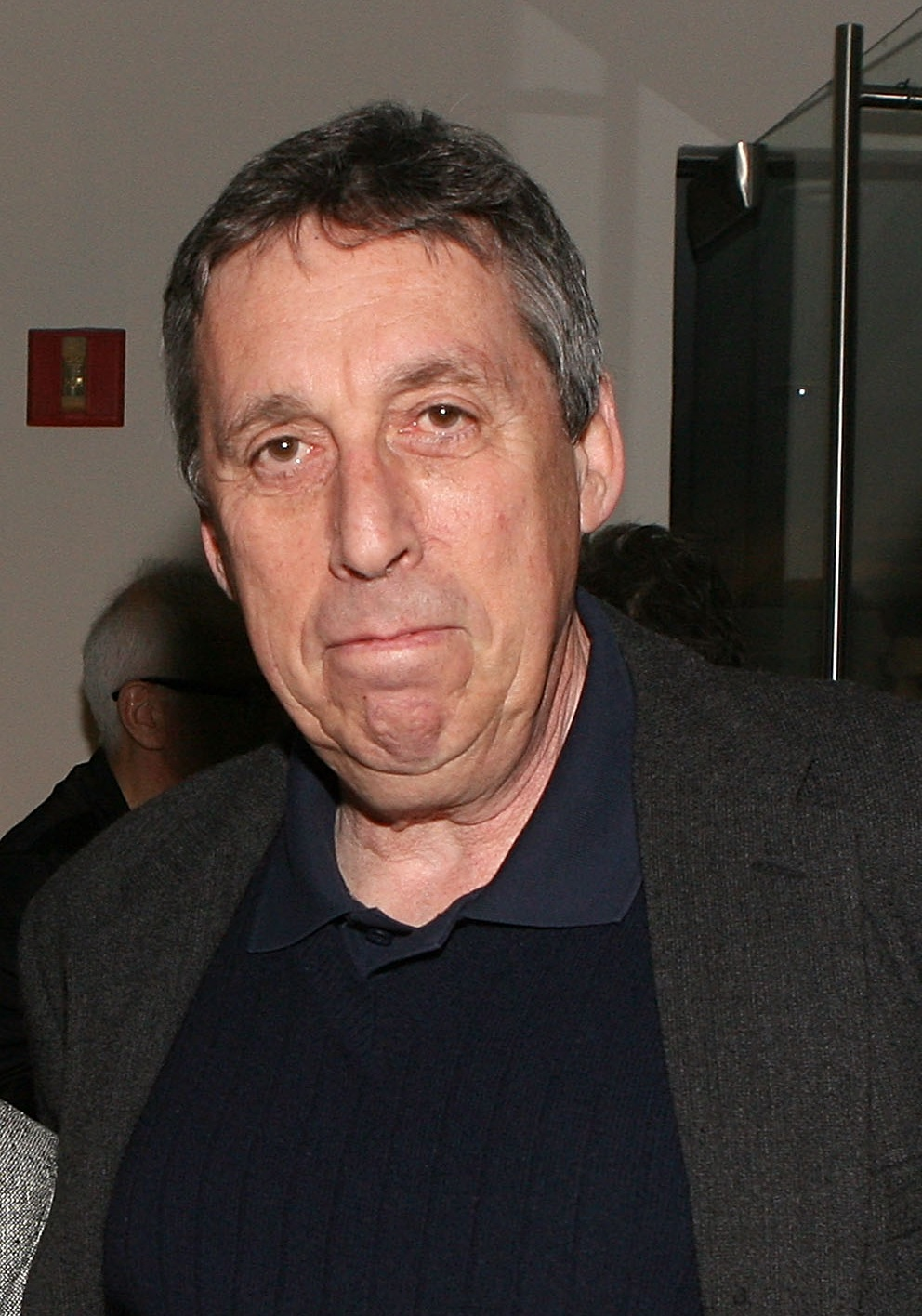
导演伊万·雷特曼（摄于2011年）认为本片失败的主要原因是观众期望电影情节更加黑暗

《捉鬼敢死队2》在经济角度还算成功，但未达制片商以续集打破喜剧片历史票房纪录的期望。业界一度预测电影表现会超出竞争对手，实际情况并非如此。1989年暑期电影市场盛况空前，《捉鬼敢死队2》就沦为其中票房评价双失利的作品，无论影评人还是影迷对电影反响都不及前作。哥伦比亚影业不予置评，但业界专家认为影片失败的主要原因是《蝙蝠侠》分流大批青少年观众，《亲爱的，我把孩子缩小了》又带走大量合家前来电影院的消费者。另一个重要原因是大量电影集中发布，其中又不乏票房黑马，所以院线发行时长超出预期。七月中间就有电影院业主在同一张银幕交替放映《捉鬼敢死队2》和《龙威小子3》，因为两部电影的收入都呈衰减趋势，他们决定在其他银幕上播放《蝙蝠侠》和《致命武器2》。
雷特曼认为电影失利主要是因为观众意向改变，当代社会倾向消极和愤世嫉俗，大热门《蝙蝠侠》基调阴暗，《捉鬼敢死队2》更加积极，特别是纽约人携手帮助捉鬼大队打败维哥的乐观结局对影片不利。导演还认为原作的新颖无法复制，鬼魂和史诗般的结局已经无法带给观众惊喜。他在2014年接受采访时称：“总而言之时机不对……电影推出时观众的品味已经变了”。许多影评人指出本片故事结构与前作过于雷同，都有巨型角色踏过纽约，以及电影中间的主题歌段落。也有文章认为，电影情节发生在圣诞节前后，上映时间却是六月，这也对影片不利。此外，续集与前作相隔太久，五年后原作势头已过，再定下如此高的期望显然不切实际；这段时间推出的动画片和商品也令品牌文化饱和。
雷特曼对续集表现失望，还称制作该片的过程不像前作那样充满乐趣。他告知哥伦比亚影业无意再参与第三部电影，而且打算再也不拍喜剧片。莫瑞2008年接受采访时称：“……续集令我有些失望，因为只有第一部……才算得上能力体现……他们创作的续集（与原本构想）完全不同，特效的确出色……有也不错的桥段，但完全不是一回事儿”。莫拉尼斯表示，“电影很难像《捉鬼敢死队》一样另类、不同寻常且难以捉摸，而且基本不可能更好，但他们偏偏就希望续集会更好”。与前作一样，哈德森对他在本片戏份太少颇感失望。《捉鬼敢死队》许多重要场面交给名气更大的莫瑞，哈德森觉得续集令他的角色进一步边缘化。不过影迷对他的角色反响热烈，对此他非常感激。

### 家用媒体
院线发行结束不久，《捉鬼敢死队2》的录像带就于1989年11月22日发布。从20世纪80年代初开始，大部分电影上映后至少要过半年才会发行家用媒体，像本片或《蝙蝠侠》这样的大片甚至要过九个月到一年。为充分发掘圣诞档市场，《捉鬼敢死队2》、《蝙蝠侠》和《當哈利碰上莎莉》都赶在年底前发行家用媒体。《捉鬼敢死队2》的录像带售价九十美元，着眼租赁而非个人销售市场。影片首周进入租赁榜第十位，12月下旬已攀升到第二位，仅次于《蝙蝠侠》。录像带采用宽银幕原片保持长宽比转制成普屏尺寸，所以播放时屏幕上下都有明显黑邊，引发争议。电影的數碼多功能影音光碟于1999年面世。
2014和2019年，电影的藍光光碟分别在上映25和30周年之际问世，光碟视频经过重新制作，包含4K解析度原片，删剪、备用镜头，以及采访艾克洛德和雷特曼的内容。30周年版用限量钢制书皮包装，除本片外还包含雷特曼、艾克洛德和制片人麦迪贾克的评论音轨，以及前作《捉鬼敢死队》。
《捉鬼敢死队》的配乐在1989年首度通过雷射唱片发布。布朗的歌曲《我们自力更生》八月上旬登顶《告示牌》音乐排行榜，但一周后就被《蝙蝠侠》中王子的热门歌曲《蝙蝠舞》（Batdance）挤下。《我们自力更生》在告示牌百强单曲榜最高冲至第二位，同样仅次于《蝙蝠舞》，后来又被理查·马克斯的《此情可待》（Right Here Waiting）超越。《我们自力更生》共在百强单曲榜上维持20周。版本主题歌未能重现小雷·帕克原作受到的持久追捧。2014年，版经特别版白胶唱片发布，外包装上有棉花糖香。唱片内还有小帕克的原版歌曲，发行时正是《捉鬼敢死队》和《捉鬼敢死队2》上映30和25周年。电影配乐同年发布数字格式。

### 主题分析
《捉鬼敢死队2》用许多情节强调行为会带来后果。战胜戈泽的捉鬼大队没有像英雄般得到人民拥戴，反因战斗造成的破坏破产。纽约市民的消极情绪导致地下形成粘液之河。艾克洛德和雷米斯编剧时想体现消极情绪无论对施者还是受者都有持久影响，艾克洛克指出，他眼中的大城市一度危机重重，生命无足轻重:60–61普拉维特·查特吉（Pravit Chatterjee）2019年在撰文指出，《捉鬼敢死队2》的这种主题在社交媒体和仇恨言论的时代更显震聋发聩。
相比之下，积极情绪在片中同样是独特的强大力量。捉鬼大队过去能击败半神戈泽，但面对维哥和向他提供能量的消极情绪完全无能为力。直到市民来到博物馆外高歌《友誼萬歲》，用积极情绪压倒维哥后，捉鬼大队才能打败他。:1032016年，鲍登·范里珀（A. Bowdoin van Riper）撰文指出，九一一袭击事件前，以纽约为背景、剧情包括重大破坏的电影大多立意更加黑暗、更出人意料。对比之下《捉鬼敢死队2》如今就显得更加珍贵，原本“虚情假意”或不真实的结局现在看来更加“真实感人”。莫瑞声称，本片体现“普通人找回纯真、树立良好价值观和信仰所产生的力量”:99。与前作注重个人成功相比，续集更强调社会和家庭价值:103。续集中的捉鬼大队是在朋友达娜母子受到威胁后挺身而出，他们本已破产而且受到法律限制，行动对自身构成风险的同时又没有任何金钱回报，但他们依然违反法律采取行动:102。
20世纪80至90年代，美国市场诞生许多探讨父爱的电影，如《捉鬼敢死队2》、《三个奶爸一个娃》、《亲爱的，我把孩子缩小了》、《巴克叔叔》、《幼儿园警探》、《温馨家族》（Parenthood）、《鐵鈎船長》和《窈窕奶爸》。这些电影大多在发行年份的票房榜上名列前茅，用温暖、友好到专制等各种形式和角度倡导或感谢父爱。:102这些电影中的父亲起初往往没有做好身为人父的准备。妮可·马修斯（Nicole Matthews）指出，电影需要同时考虑成人和儿童观众视角，所以主角往往变得幼稚，或至少欠成熟。:110电影构想大同小异，女方要么不在，要么在整体剧情中无足轻重:105。《捉鬼敢死队2》早期剧情是母亲达娜想保护沦为邪恶力量目标的儿子，接下来电影的重点就变成彼得本人，以及他和孩子的关系。他不是孩子的生父，但无疑代表父亲形象。影片着重描述父爱的温馨时刻，如彼得给奥斯卡穿上珍藏的足球衫。:107片尾维哥的画像被捉鬼大队取代，如同四个父亲形象把奥斯卡围在中间，母亲不在旁边，取而代之的是刺穿石头的利剑，象征生育能力:107:39–40。
《捉鬼敢死队2》像前作一样批判政治机构。捉鬼大队在环境日趋恶化、民众情绪低落的城市中积极质问政府权威。面对迫在眉睫的鬼魂威胁，政府官员更关注正当程序。:269他们要么能力不足，要么一心追求个人利益，根本不值得信任，无法保护他们代表的人民:269。捉鬼大队直言不讳，只落得关进精神病院封口的下场。政府起初禁止捉鬼大队捉鬼，后来取消限制，但前提是他们不能在解决问题的同时又产生更多问题。克里斯汀·爱丽丝·科科斯（Christine Alice Corcos）指出，已处死刑的斯科利里兄弟鬼魂归来大闹法庭，证明法律制度的失败。政府不得不再度授权捉鬼大队解决问题，意味着四人的个人自由高于政府影响。:269科科斯还觉得粘液象征污染。消极情绪污染人类灵魂，在城市地下形成粘液不断累积，直至地球承受能力极限。:266–267佐拉·克拉克（Zoila Clark）认为鬼魂代表来到美国的移民:31, 37，反派或鬼魂大多是外国人，如斯科利里兄弟、泰坦尼克号的乘客、亚诺什和维哥等:37–38。他还将维哥与德古拉伯爵对比，都是来自国外的威胁，用眼睛催眠目标，一心想占有美国女人:37。自由女神像源自法国，是人们眼中纯洁的象征，但莫瑞饰演的角色却指挥粘液令她做出各种性感动作，不再遵循美国以外事物都很纯洁的固定思维:38–39。

## 影响

### 时间的考验
《捉鬼敢死队2》的预算超过前集，但无论评价还是票房收入都明显不及，业界普遍认为这样的成绩导致《捉鬼敢死队》系列偃旗息鼓，莫瑞也决定不参演第三部电影。多年后仍有部分影评人批评本片表现差劲或不及前作，但也有评论认为电影质量高于平均水平，只是因前作更加出色，对比之下显得很差。雷特曼在2014年接受采访时表示，拿《捉鬼敢死队2》和《蝙蝠侠》对比有欠公平，而且即便面对如此强劲的对手，本片表现依然可圈可点。
數碼間諜认为续作和前集相比不遑多让甚至还有超过，《捉鬼敢死队2》的剧情表现更加到位，各个线索都在电影第三幕“无缝”联系起来，积极向上的结局更受现代观众青睐。极客巢穴（Den of Geek）网站拿本片与其他类似的经典续集对比，如《回到未来II》和《魔宮傳奇》，两部电影的评价都不及前作，但本身都非常优秀，相比之下《捉鬼敢死队2》与原作不相上下，但却被批为烂片。死亡旋转（Deadspin）网站刊登的文章认为，《捉鬼敢死队2》黑暗的背景和喜剧风格更适合成人而非儿童观众，电影表现比大部分人印象中要好。网站认为这种呼吁友善待人、情节简单而微妙的道德童话非常适合在新年期间观赏。
根据烂番茄网站收集的39篇评论，《捉鬼敢死队2》的“新鲜度”为54%，平均评为5.34（最高10分）。网站的共识评述写道：“感谢几位演员，《捉鬼敢死队2》还算不错，但缺乏前作的魅力、机智和活力。”根据14篇评论打出56分，代表“褒贬不一”。2009年，极客巢穴网站评选史上最佳续集大片，本片名列第18位。

### 周边商品
20世纪80年代，电影周边商品还很新潮，基本是在《星球大战》系列大获成功后才兴起。《捉鬼敢死队》的周边商品成绩不佳，特别是玩具基本无人问津，直到衍生动画片《捉鬼特工队》推出才改变局面。续集基于既定角色创作，所以前景更加光明。《捉鬼敢死队2》上映后伴随的是至少24款衍生商品，如水枪、彩色软泥、填色本、漫画和儿童餐。针对1.5万家零售商的调查结果表明，捉鬼大队可动人偶是1989年圣诞假期市场需求第五高的玩具。全美3100家哈迪斯快餐店约发售280万只“捉鬼冲击波”（Ghostblaster）发声器玩具，但因儿童吞食其中的小电池，这些玩具在1989年6月召回。现在动漫（Now Comics）将电影设定改编纳入《捉鬼特工队》动画宇宙，发行三部分迷你漫画，情节包含电影的支线剧情，如雷驾驶捉鬼车时被鬼魂附身，塔利想抓到斯林姆等。
《捉鬼敢死队2》上映前后还有许多电子游戏上市，如1989年面向个人计算机的同名游戏、1990年动视面向红白机推出的同名游戏，以及1990年面向任天堂Game Boy发行的《新捉鬼敢死队2》（New Ghostbusters II），《新捉鬼敢死队2》在欧洲和日本发行红白机版，但因动视拥有美国市场游戏专营权而不能在美国发行。
《捉鬼敢死队2》的周边商品很多，如可动人偶和捉鬼车1摩比组合套装；2017年，隐生娱乐（Cryptozoic Entertainment）根据本片创作的圖版遊戲《捉鬼敢死队：图案游戏2》（Ghostbusters: The Board Game II）问世，玩家扮演捉鬼大队，任务是打败维哥及其鬼魂爪牙。游戏创作资金源于群眾募資，共筹得超过76万美元。2019年，好萊塢環球影城和佛羅里達環球影城的万圣节恐怖之夜（Halloween Horror Nights）活动开设“捉鬼敢死队主题闹鬼迷宫”，包含电影中的地点、角色和斯科利里兄弟等鬼魂。

## 续集和衍生作品

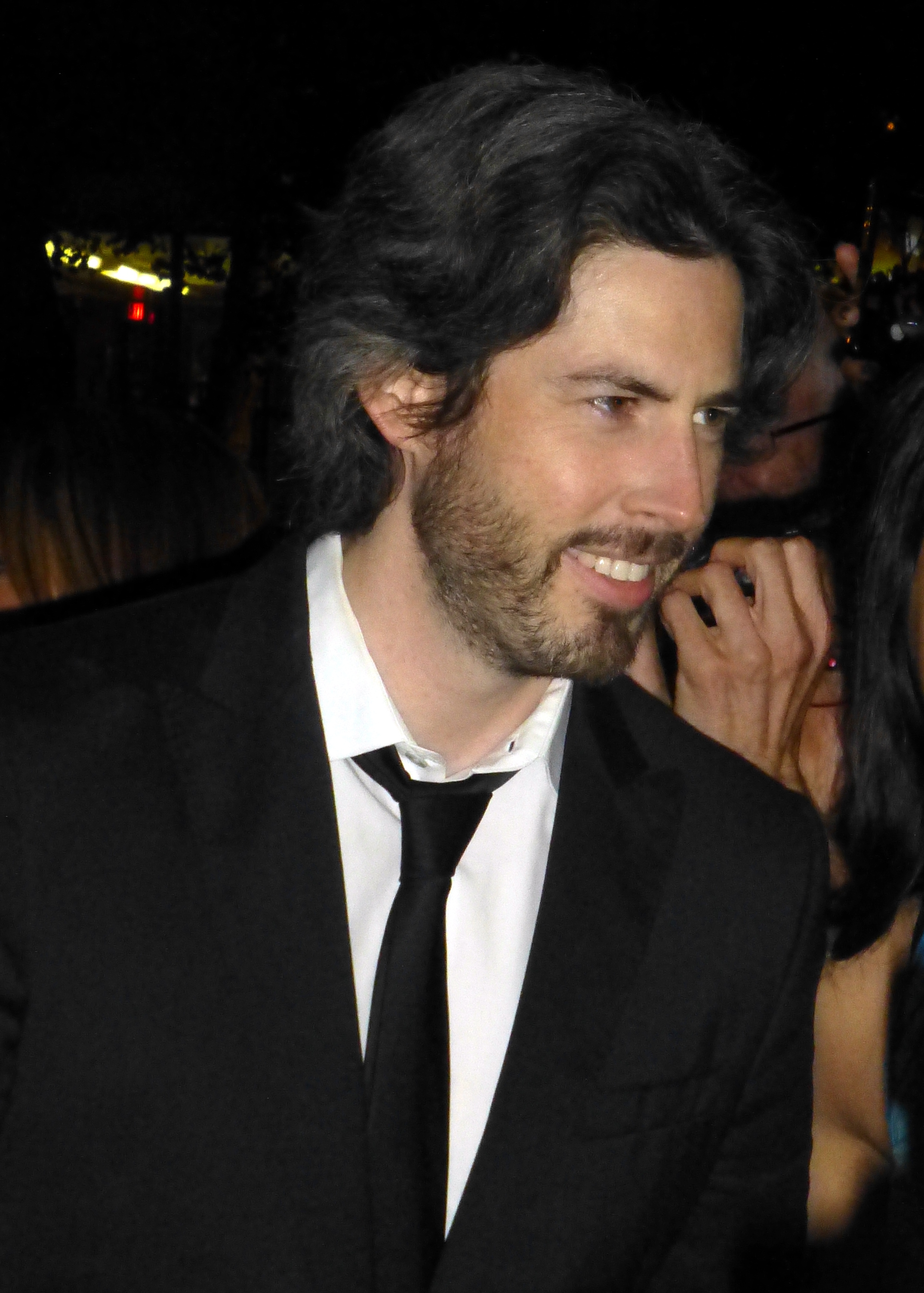
贾森·雷特曼（图）导演的《魔鬼剋星 未來世》是《捉鬼敢死队2》续集

早在《捉鬼敢死队2》摄制期间，剧组和演员就曾探讨是否再拍续集，雷米斯觉得不大现实，因为几位演员都不再年轻，而且很难再把所有演员聚到一块儿。电影反响不佳，但演员、角色及系列作品的人气还在，仍有可能推出第三弹。《捉鬼特工队》连播七季后于1991年取消，据麦迪贾克透露，动画片情节技术上发生在《捉鬼敢死队2》之后。1997年，《捉鬼特工队》的续作《极端捉鬼特工队》（Extreme Ghostbusters）问世，力图重振系列，但仅一季便停播。20世纪90年代到21世纪10年代初，艾克洛德一直没有放弃下一部续集的开发计划。他在1999前完成122页的概念剧本《捉鬼敢死队3：背水一战》（Ghostbusters III: Hellbent），其中包括许多新角色，故事背景在“曼地狱”（恶魔世界的曼哈顿），众人在此遇到恶魔路西法。
雷米斯和艾克洛德为2009年问世的《捉鬼敢死队：电子游戏》（Ghostbusters: The Video Game）情节创作担任顾问，采用莫瑞、艾克洛德、雷米斯、哈德森、波茨的人物形象和声音。故事情节发生在《捉鬼敢死队2》过去两年后，玩家是捉鬼大队招募的新成员，对付与戈泽有关的鬼魂威胁。游戏广受好评，情节表述获得奖项提名。艾克洛德声称这款游戏“本质上就是第三部电影”。根据游戏情节，《捉鬼敢死队2》的剧情过去后，维哥的画像仍有鬼魂附身，随后摆在捉鬼大队的消队站充当装饰品。2004年，拜伦·普瑞斯（Byron Preiss）旗下出版社计划率先推出续作小说《捉鬼敢死队归来》（Ghostbusters: The Return），但尚未落实出版社便告破产。另外还有许多漫画作品延继电影人物旅程，走遍世界各地甚至到达其他空间。
2014年雷米斯去世后，雷特曼决定不考虑导演下一部续集。他还认为与雷米斯、艾克洛德和莫瑞共同掌控版权对系列作品发展不利，开始与制片商谈判转让版权。雷特曼用两周时间说服莫瑞同意，他没有透露版权转让细节，只表示“创作者能让我们和后人的生活过得充实”。他与艾克洛德创办鬼魂制片公司延续和扩张《捉鬼敢死队》系列，首先推出的是2016年重启之作，由保罗·费格执导，扮演捉鬼大队的全部换成女人，分别是梅丽莎·麦卡西、克莉絲汀·薇格、萊絲莉·瓊斯和凱特·麥金儂。电影上映前饱受争议，发行后评价不一，最后沦为票房炸弹。2019年，《捉鬼敢死队》前两部电影的新版续集计划公布，片名《魔鬼剋星 未來世》，雷特曼之子贾森执导并与吉尔·克兰（Gil Kenan）合作编剧，暂定2021年6月11日上映。原作中的部分演员计划在该片亮相，新演员包括麥肯娜·葛瑞絲、芬恩·伍法德、凯莉·库恩（Carrie Coon）和保羅·路德。